# Jean Soldini
Jean Soldini (* 13. März 1956 in Lugano) ist ein schweizerischer und französischer Philosoph, Kunsthistoriker und Dichter.

## Leben und Werk
Soldini studierte an der Universität in Paris. Er schloss seine Studien mit der Habilitation à diriger des recherches ab, nach einem Doktorat in Philosophie und einem Doktorat in Architekturgeschichte. Seine Themen sind Ästhetik, Ontologie und Gastfreundschaft. Er veröffentlichte mehrere Bücher über Alberto Giacometti.

## Schriften
- Alcune questioni interpretative sull’opera dell’architetto Luigi Canonica (1764-1844). In: “Archivio Storico Ticinese”, Bellinzona, 1981, n. 86, S. 329–364.
- Creazione e ripetizione in un progetto dell’architetto Luigi Canonica alla luce di alcune ipotesi per la storia dell’architettura neoclassica. In: Lombardia Elvetica. Studi   offerti a Virgilio Gilardoni. (Mit Texten von Giovanni Pozzi, Ottavio Besomi u. a.), Casagrande, Bellinzona 1987, S. 339–354 und L’architettura neoclassica: la forma, i nessi e il ritrarsi del visibile. In: “Archivio Storico Ticinese”, n. 107–108, 1991, S. 89–104.
- Monico. L’opera incisa. Casagrande, Bellinzona 1987.
- La Pinacoteca Züst. Casagrande, Bellinzona 1988.
- Affreschi tardoromanici nel Battistero di Riva San Vitale. Casagrande, Bellinzona 1990.
- Alberto Giacometti. Le colossal, la mère, le "sacré". Éditions L’Âge d’Homme, Lausanne 1993.
- Saggio sulla discesa della bellezza. Linee per un’estetica. Jaca Book, Milano 1995.
- Alberto Giacometti. La somiglianza introvabile. Vorwort von René Schérer, Jaca Book, Milano 1998.
- Conoscenza, attrazione e temporalità nell’opera di Alberto Giacometti. In: Cat. Giacometti. Dialoghi con l’arte., Museo d’Arte, Mendrisio 2000, S. 27–48.
- Cose che sporgono., Gedichte, collana Quadra delle edizioni “alla chiara fonte”, ("Buch der Schillerstiftung 2005"), Lugano 2004.
- Storia, memoria, arte sacra tra passato e futuro. In: Sacre Arti. Herausgegeben von Flaminio Gualdoni, mit Texten von Tristan Tzara, Soetsu Yanagi, Titus  Burckhardt, Franco Maria Ricci, Bologna 2008, S. 166–233.
- Il riposo dell’amato. Una metafisica per l’uomo nell'epoca del mercato come fine unico. Jaca Book, Milano 2005.
- Bivacchi. Gedichte, Vorwort von Marco Martinelli, Edizioni Ulivo, Balerna 2009.
- Alberto Giacometti: l’arte di cominciare da capo. Biblioteca Cantonale di Bellinzona e Messaggi Brevi, Bellinzona 2009.
- Resistenza e ospitalità. Jaca Book, Mailand 2010.
- Adriano Pitschen. "Nel vivo". Dipinti, disegni e incisioni 1995-2010. Mit Texten von Marco Rosci e Simone Soldini, Museo d’Arte, Mendrisio 2010.
- «Eccomi!». L’agire protagonista in Kandinskij. Scuola universitaria professionale della Svizzera italiana, Lugano 2011.
- A testa in giù. Per un’ontologia della vita in comune. Vorwort von René Schérer, Edizioni Mimesis, Mailand 2012.
- Tenere il passo. Gedichte, Vorwort von Jean-Charles Vegliante, LietoColle, Faloppio 2014.
- Alberto Giacometti. L’espace et la force. Éditions Kimé, Paris 2016.
- Alberto Giacometti. Lo spazio e la forza. Edizioni Mimesis, Mailand 2016.
- Alberto Giacometti. Grafica al confine fra arte e pensiero / Graphics on the Border between Art and Thought, edited by Jean Soldini and Nicoletta Ossanna Cavadini, Skira, Mailand 2020, S. 400 (Giacometti-Ausstellung am m.a.x. Museo in Chiasso).
- Schiave e minatori. Versi per una scena, Museo Vela, Ligornetto 2021.
- Il cuore dell'essere,la grazia delle attrazioni. Tentativi di postantropocentrismo, Vorwort von Roberto Diodato, Edizioni Mimesis, Mailand-Udine 2022.
- Quaderno a righe. Poesie 2014-2022,  Vorwort von Angelo Maugeri, L'Arcolaio, Forlimpopoli 2023.